# Alejandro Marque
Alejandro Manuel Marque Porto (ur. 23 października 1981 w La Estrada) – hiszpański kolarz szosowy, zawodnik profesjonalnej grupy OFM - Quinta da Lixa.
Jest kolarzem bardzo dobrze jeżdżącym na czas. Zwycięzca wyścigu Dookoła Portugalii w 2013 roku.

## Najważniejsze osiągnięcia
- 2010
  - 2. miejsce w Volta ao Alentejo
- 2011
  - 3. miejsce w GP Torres Vedras - Trofeu Joaquim Agostinho
- 2012
  - 1. miejsce na 9. etapie Volta a Portugal (ITT)
  - 3. miejsce w mistrzostwach Hiszpanii (jazda ind. na czas)
  - 5. miejsce w Vuelta a Asturias
    - 1. miejsce na 1. etapie
- 2013
  - 1. miejsce w Volta a Portugal
    - 1. miejsce na 9. etapie (ITT)

  - 3. miejsce w Volta ao Alentejo
- 2021
  - 3. miejsce w Volta a Portugal
    - 1. miejsce na 3. etapie